# Hessen-Paderbornische Fehde
Die Hessen-Paderbornische Fehde war ein mit kriegerischen Mitteln ausgetragener Konflikt zwischen dem Landgrafen Ludwig II. von Niederhessen und dem Fürstbischof Simon III. von Paderborn.  Die Fehde begann im Jahre 1464 und wurde erst 1471 beigelegt. 

## Ausbruch und Verlauf
Die Fehde brach aus, nachdem im Jahre 1464 der letzte der Herren Rabe von Calenberg ohne Erben starb. Bischof Simon ließ, mit Hilfe der Stadt Warburg, die in der Nähe gelegene Burg und Stadt Calenberg als heimgefallene Lehen besetzen. Da Rabe von Calenberg aber die Burg 15 Jahre zuvor dem Landgrafen zu Lehen aufgetragen hatten, kam es beinahe sofort zu kriegerischen Auseinandersetzungen zwischen Paderborn und Hessen. Landgraf Ludwig belagerte daraufhin, allerdings ohne Erfolg, die bei Warburg gelegene Burg Desenberg der Herren Spiegel zum Desenberg, nahm die bisher nicht-hessische (d. h. paderbornische) Hälfte von Burg und Stadt Trendelburg gewaltsam in Besitz und besetzte im folgenden Jahr auch die Stadt Liebenau, um damit Paderborn zur Herausgabe von Calenberg zu zwingen. Dies führte jedoch lediglich zu einer Folge von gegenseitigen Verwüstungszügen, die sich über Jahre hinzogen und unter denen vor allem die Landbevölkerung zu leiden hatte. Bischof Simon erhielt dabei Unterstützung nicht nur von seinem Bruder Bernhard VII. zur Lippe, sondern auch durch Kurköln. Auf der Gegenseite erhielt Landgraf Ludwig militärische Unterstützung durch Herzog Wilhelm III. von Sachsen.
Im Herbst 1466 kam es zwar zu Verhandlungen zwischen hessischen und paderbornischen Bevollmächtigten in der waldeckischen Stadt Korbach, und Landgraf Ludwig bat sogar den Grafen Wolrad I. von Waldeck, bei diesen Verhandlungen zu vermitteln. Diese blieben jedoch offenbar ergebnislos, und die Feindseligkeiten flammten erneut auf. Dabei wechselten die Spiegel zum Desenberg die Seite, woraufhin Bischof Simon deren Burg im Jahre 1470 erstürmen und weitgehend zerstören ließ und die Spiegel zum Desenberg zwang, ihre Burg endgültig vom Hochstift Paderborn zu Lehen zu nehmen.

## Ende
Erst im Mai 1471 wurde auf der Burg Dringenberg, Sitz des Paderborner Fürstbischofs, endlich ein „Friede auf 33 Jahre“ geschlossen, der allerdings eher den Charakter eines Waffenstillstands hatte. Der Landgraf behielt Trendelburg und Liebenau und Paderborn behielt Calenberg. Dennoch gingen die Streitigkeiten um den Besitz Calenbergs weiter; sie wurden erst im Jahre 1597 endgültig beigelegt.